# Коськово (городской округ Солнечногорск)
Коськово — деревня в Московской области России. Входит в городской округ Солнечногорск. Население — 40 чел. (2010).

## География
Деревня расположена на севере Московской области, в северо-западной части округа, примерно в 8 км к северо-западу от центра города Солнечногорска, у границы с Клинским районом. Рядом с деревней проходит федеральная автодорога М10 и находится исток реки Истры.
Связана прямым автобусным сообщением с районными центрами — Солнечногорском и Клином (маршруты № 30 и 37). К деревне приписано 9 садоводческих товариществ. Ближайшие населённые пункты — деревни Головково, Дулепово, Мошницы и посёлок 2-я Смирновка.

## Население
| 1852 | 1859 | 1890 | 1899 | 1926 | 1932 | 1966 |
| ---- | ---- | ---- | ---- | ---- | ---- | ---- |
| 146  | ↘135 | ↗267 | ↘200 | ↗210 | ↘201 | ↘169 |
| 1998 | 2002 | 2010 |      |      |      |      |
| ↘23  | ↗24  | ↗40  |      |      |      |      |

## История
Коськова, деревня 2-го стана, Госуд. Имущ., 75 душ м. п., 71 ж., 11 дворов, 70 верст от стол., 14 от уездн. гор., близ С. П. Б. тракта.— Нистрем К. Указатель селений и жителей уездов Московской губернии, 1852 г.
В «Списке населённых мест» 1862 года — казённая деревня 2-го стана Клинского уезда Московской губернии по правую сторону Московского шоссе от города Клина в город Москву, в 13 верстах от уездного города и 36 верстах от становой квартиры, при колодцах, с 16 дворами и 135 жителями (57 мужчин, 78 женщин).
По данным на 1890 год — деревня Давыдковской волости Клинского уезда с 267 душами населения.
В 1913 году — 34 двора.
По материалам Всесоюзной переписи населения 1926 года — деревня Головковского сельсовета Давыдковской волости Клинского уезда в 0,5 км от Ленинградского шоссе и 3,2 км от станции Покровка Октябрьской железной дороги, проживало 210 жителей (97 мужчин, 113 женщины), насчитывалось 40 хозяйств, среди которых 39 крестьянских.
С 1929 года — населённый пункт в составе Солнечногорского района Московского округа Московской области. Постановлением ЦИК и СНК от 23 июля 1930 года округа как административно-территориальные единицы были ликвидированы.
1929—1939 гг. — деревня Головковского сельсовета Солнечногорского района.
1939—1957, 1960—1963, 1965—1994 гг. — деревня Мошницкого сельсовета Солнечногорского района.
1957—1960 гг. — деревня Мошницкого сельсовета Химкинского района.
1963—1965 гг. — деревня Мошницкого сельсовета Солнечногорского укрупнённого сельского района.
С 1994 до 2006 гг. деревня входила в Мошницкий сельский округ Солнечногорского района.
С 2005 до 2019 гг. деревня включалась в Смирновское сельское поселение Солнечногорского муниципального района. Один из двенадцати волнистых клиньев, изображённых на гербе и флаге сельского поселения, символизирует деревню Коськово, как входившую в число крупных населённых пунктов муниципального образования.
С 2019 года деревня входит в городской округ Солнечногорск, в рамках администрации которого относится с территориальному управлению Смирновское.